# Series 30+
Nokia Series 30+ (сокр. Series 30+ или S30+) — программная платформа и пользовательский интерфейс от компании MediaTek, лицензирована компанией Microsoft (в дальнейшем — HMD Global) для мобильных устройств (классических). Несмотря на схожесть наименования, S30+ не имеет никакого отношения к платформе Series 30 от Nokia. Многие устройства S30+ поддерживают только MAUI Runtime Environment (MRE), разработанную MediaTek, на которой работают встроенные Opera Mini, Bing Search, MSN Weather и игры (приложения имеют формат .vxp), но некоторые более поздние устройства включают поддержку приложений J2ME (для их установки обязательно наличие карты памяти).
Обычно устройства на S30+ имеют около 64Мб памяти на борту, большая часть занята системой, имеется поддержка карт памяти до 32Гб.

## Список устройств
Данные модели телефонов используют платформу S30+ и доступны в версиях как с одной, так и с двумя SIM-картами.
Сделано в Nokia:
- Nokia 108 — вышел в 2013 году на платформе Series 30+, имеет камеру, поддержку видео и технологии Bluetooth.
- Nokia 220 — вышел в 2014 году имеет поддержку 2,5G (GPRS), и браузер Nokia Xpress. Плюс клиенты Facebook, Twitter и Yahoo!
- Nokia 225 — вышел в 2014 году, видоизменяется от Nokia 220 только дисплеем в 2.8 дюйма.

Сделано в Microsoft:
- Nokia 130 — вышел в 2014 году, имеет поддержку плеера и FM-радио.
- Nokia 215 — вышел в 2015 году, имеет поддержку 2,5G (EDGE), а также клиенты Facebook, Twitter, MSN Weather.
- Nokia 105 — анонсирован в Июне 2015 года, вышел в 4 квартале, имеет встроенную возможность сохранить до 2000 контактов, одну новую игру и служит как «второй телефон для бизнеса».
- Nokia 222 — анонсирован в августе 2015 года, вышел в 4 квартале, имеет ещё один клиент Skype GroupMe, поддерживает приложения J2ME.
- Nokia 230 — анонсирован в ноябре 2015 года, вышел в 1 квартале, имеет металлический корпус, селфи-камеру и магазин Opera Store.
- Nokia 216 — анонсирован в сентябре 2016 года, вышел в октябре, отличается от Nokia 215 лишь небольшими изменениями в дизайне и селфи-камере.

Сделано в HMD Global:
- Nokia 105 (2017) — вышел 17 июля 2017 года, имеет 2 новые игры — Doodle Jump и Crossy Road, новый дизайн и три цвета корпуса: чёрный, голубой, белый.
- Nokia 130 (2017) — вышел 17 июля 2017 года, от предыдущей модели отличается дизайном, набором игр и камерой.
- Nokia 3310 (2017) — вышел 26 февраля 2017 года, является реинкарнацией оригинальной 3310. Series 30+ используется только в 2G версии.
- Nokia 106 (2018) — анонсирован 14 ноября 2018 года, по функционалу почти аналогичен Nokia 105 (2017), за исключением набора игр, внешнего вида и меню. Доступен лишь в сером цвете.
- Nokia 210 (2019) — анонсирован 25 февраля 2019 года, имеет возможность выходить в Интернет.
- Nokia 105 4G (2021) и Nokia 110 4G (2021)  — вышли[2] 15 июня 2021 года, имеют поддержку сетей 4G.

## Поддержка мультимедиа
Максимально допустимое разрешение видео составляет 854×480.
- Видео контейнеры: AVI, MP4, 3GP, 3G2
- Видеокодеки: DivX 4, DivX 5, XviD, H.263, MJPEG
- Аудиоконтейнеры и кодеки: MP3, WAV (только PCM и ADPCM), AAC,[3] AAC+[3] (низкого качества), eAAC+[3] (низкого качества), AMR-NB, MIDI (в старых версиях не более 20 КБ)
- Форматы фотографий: JPEG, GIF, PNG, BMP